# Sita Air

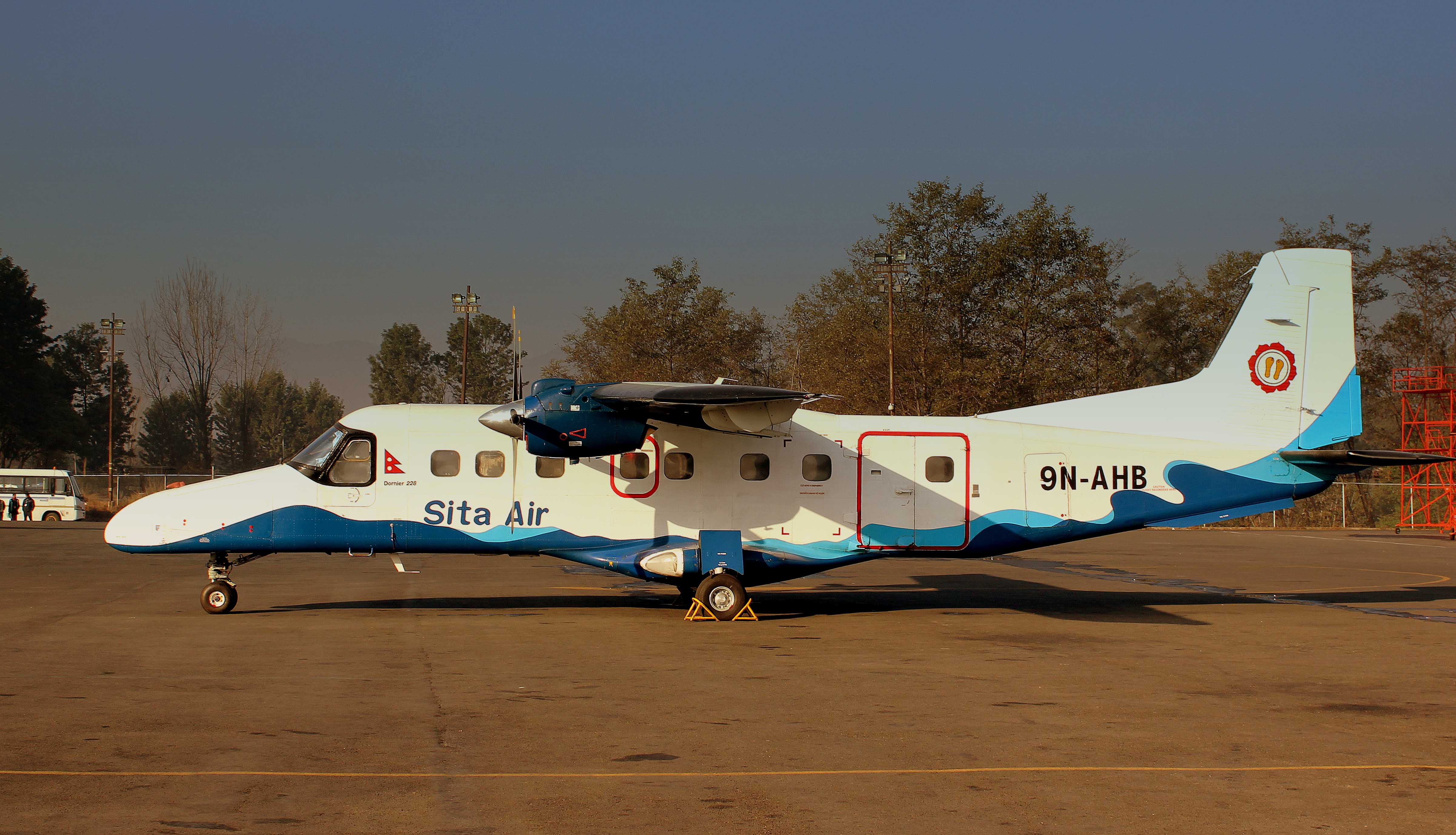
Dornier 228 авиакомпании Sita Air на стоянке в международном аэропорту Трибхуван, февраль 2013 года

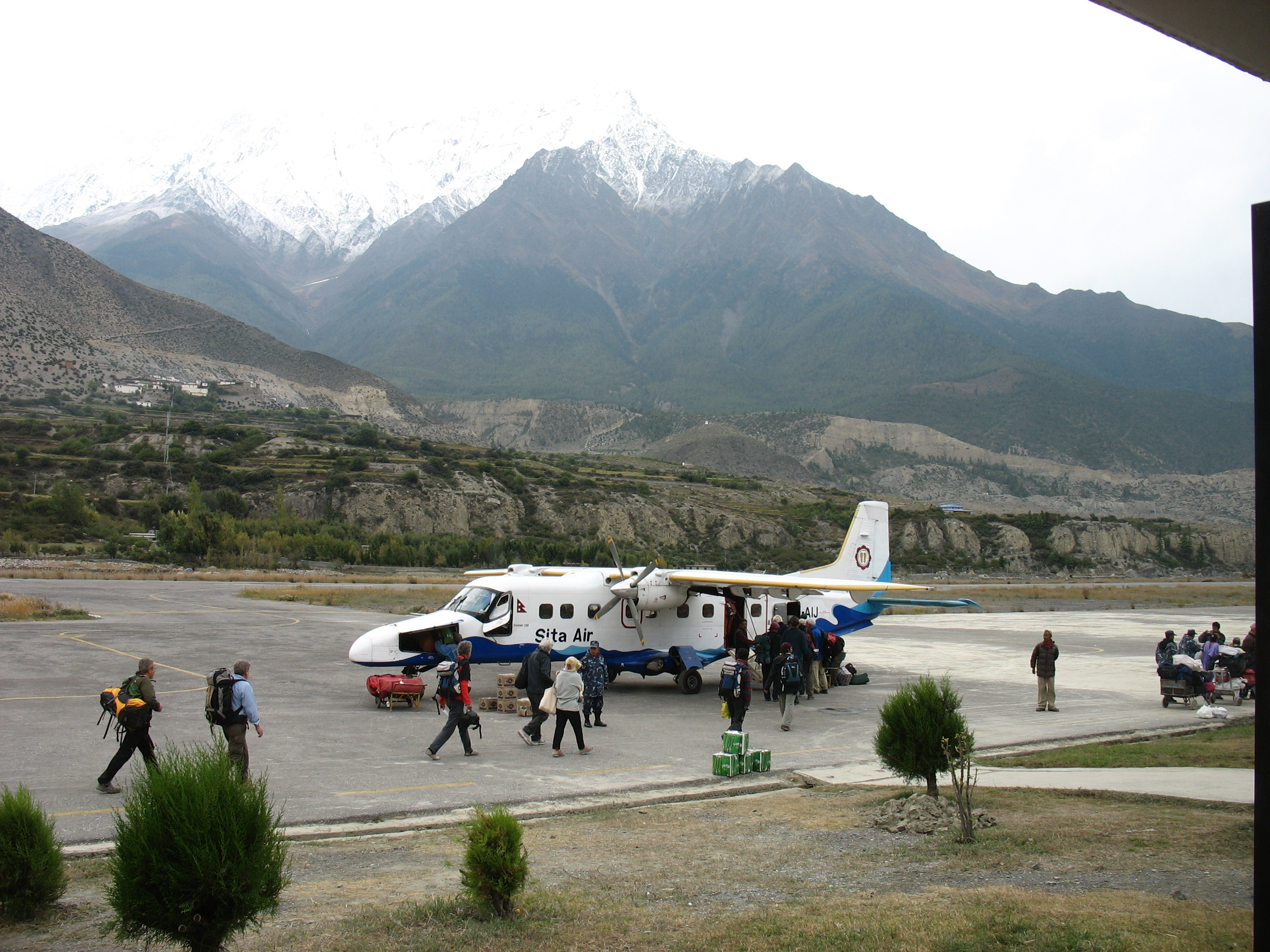
Dornier 228 авиакомпании Sita Air в аэропорту Джомсом, октябрь 2008 года

Sita Air (непальск. सीता एयर) — авиакомпания Непала со штаб-квартирой в Катманду, осуществляющая регулярные пассажирские перевозки по аэропортам внутри страны. Портом приписки перевозчика является международный аэропорт Трибхуван.

## История
Авиакомпания была основана в октябре 2000 года и получила сертификат эксплуатанта в том же году, однако операционную деятельность начала только в 6 февраля 2003 года в связи с нестабильной политической ситуацией в стране. Первоначально перевозки осуществлялись на единственном самолёте Dornier Do 228, второй лайнер поступил в распоряжение компании в апреле 2003 года.
В августе 2014 года Управление гражданской авиации Непала запретило Sita Air пассажирские перевозки в связи с несоответствием текущего обеспечения безопасности в авиакомпании международным стандартам. Лицензия на грузовые перевозки у компании отозвана не была.
К 2016 году запрет на пассажирскую авиационную деятельность был снят, а пассажиропоток авиакомпании за этот год составил 19 328 пассажиров. В том же году авиакомпания была продана Agrawal Group.
В 2017 году Sita Air приобрела ещё два самолёта Dornier 228.

## Маршрутная сеть
По состоянию на август 2021 года маршрутная сеть перевозок авиакомпании Sita Air охватывала следующие пункты назначения:

### Регулярные маршруты
| Город         | Код ИАТА | Аэропорт                          | Статус |
| ------------- | -------- | --------------------------------- | ------ |
| Баджура       | BJU      | аэропорт Баджура                  |        |
| Бирендранагар | SKH      | аэропорт Сурхет                   |        |
| Джумла        | JUM      | аэропорт Джумла                   |        |
| Джуфал        | DOP      | аэропорт Долпа                    |        |
| Катманду      | KTM      | международный аэропорт Трибхуван  | хаб    |
| Лукла         | LUA      | Аэропорт имени Тенцинга и Хиллари |        |
| Непалгандж    | KEP      | аэропорт Непалгандж               |        |
| Покхара       | PKR      | аэропорт Покхара                  |        |
| Чхаянатх Рара | -        | аэропорт Рара                     |        |
| Симикот       | IMK      | аэропорт Симикот                  |        |
| Тумлингтар    | TMI      | аэропорт Тумлингтар               |        |

### Грузовые и чартерные маршруты
По состоянию на март 2011 года:
| Город       | Код ИАТА | Аэропорт             |
| ----------- | -------- | -------------------- |
| Баджханг    | BJH      | аэропорт Баджханг    |
| Чаурджахари | HRJ      | аэропорт Чаурджахари |

## Флот
По состоянию на май 2019 года авиакомпания Sita Air эксплуатирует следующие воздушные суда:
- Dornier Do 228 — 4 (9N-AHB, 9N-AHR, 9N-AIE, 9N-AJH)[11]

## Авиапроисшествия и инциденты
- 28 сентября 2012 года самолёт Dornier Do 228 (регистрационный 9N-AHA), выполнявший чартерный рейс 601 из Катманду в Луклу, разбился сразу после взлёта из международного аэропорта Трибхуван. На борту находились 16 пассажиров и 3 члена экипажа, все погибли[12][13][14]. Государственная комиссия, расследовавшая причины крушения, пришла к выводу о фатальном столкновении лайнера со стаей птиц.